# بوگاتی آتلانتیک
بوگاتی آتلانتیک (به انگلیسی: Bugatti Atlantic) نسخهٔ مدرن بوگاتی آتلانتیک تیپ ۵۷ است. به‌عنوان یک نمونه اولیه باقی ماند و در وولفسبورگ، مقر فولکس‌واگن ساخته شد. همچنین به آن بوگاتی Pebble نیز می‌گویند.

## موتور
در این خودرو از یک موتور v8 چهار لیتری استفاده شده است .